# 한국게임과학고등학교
한국게임과학고등학교(韓國게임科學高等學校)는 대한민국 전북특별자치도 완주군 운주면 장선리에 있는 사립 고등학교이다.

## 학교 연혁
- 2003년 10월 : 한국게임과학고등학교 설립 인가
- 2003년 10월 : 제1대 이명숙 이사장 취임
- 2004년 3월 : 한국게임과학고등학교 개교
- 2004년 9월 : 제1대 정광호 교장 취임
- 2004년 9월 : 학칙변경(12학급인가)
- 2005년 5월 : 성순관(기숙사) 완공
- 2023년 8월 : 제5대 양재호 교장 취임
- 2024년 7월 : 제9대 정영규 이사장 취임
- 2025년 2월 : 제19회 졸업

## 설치 학과
- 컴퓨터게임개발과
- 소셜미디어개발과

## 참고 자료
- 한국게임과학고등학교 - 한국교육학술정보원 학교알리미